# Championnat du monde masculin de volley-ball 2025
Navigation
Pologne-Slovénie 2022 Édition suivante
Le Championnat du monde masculin de volley-ball 2025 est la 21e édition du Championnat du monde masculin de volley-ball organisé par la Fédération internationale de volley-ball (FIVB). Le tournoi final est organisé par les Philippines du 12 septembre au 28 septembre 2025.
La participation de la Russie, ainsi que son rôle dans la compétition, restent incertains en raison des sanctions imposées à la suite de l'invasion de l'Ukraine par la Russie en 2022, avec des décisions finales qui dépendront de l'évolution de la situation géopolitique et des futures délibérations de la FIVB.

## Format de la compétition
Le formule de la compétition est comme suivant :

### Phase de poules
- 32 équipes reparties dans 8 groupes de 4.
- Les deux premiers de chaque groupe sont qualifiés pour la phase finale.

### Phase finale
Les 16 équipes qualifiées s'affronteront en huitièmes de finale. Les vainqueurs des huitièmes de finale joueront les quarts de finale, puis les demi-finales, et enfin la finale pour désigner le vainqueur tandis que les perdants des demi-finales joueront un match pour la troisième place.

## Équipes présentes
Les qualifications permettront de qualifier 32 équipes qui participeront à la compétition. L'organisation de cette compétition reviendra aux Philippines en 2025. La place vacante laissée par la Russie, si elle devait être exclue ou incapable de participer, sera attribuée à l'équipe non qualifiée avec le rang mondial le plus élevé à ce moment-là. Les autres places seront attribuées comme suit :
- Les deux premières équipes qualifiées automatiquement sont le pays hôte et le champion en titre, soit les Philippines et l'Italie, championne du monde en titre.
- Les places restantes seront attribuées selon les résultats des qualifications continentales :
  - Trois équipes pour l'Afrique
  - Trois équipes pour l'Asie
  - Trois équipes pour l'Amérique du Nord
  - Trois équipes pour l'Amérique du Sud
  - Trois équipes pour l'Europe
- Les quinze places restantes seront attribuées selon le classement mondial de la FIVB au 30 août 2024, en dehors des équipes déjà qualifiées par les moyens précédents.

| Afrique                      | Amérique du Nord       | Amérique du Sud                 | Asie                                                   | Europe |
| ---------------------------- | ---------------------- | ------------------------------- | ------------------------------------------------------ | --- |
| Égypte Algérie Libye Tunisie | États-Unis Canada Cuba | Argentine Brésil Colombie Chili | Philippines (hôte) Japon Iran Qatar Chine Corée du Sud | Italie (tenant) Pologne Slovénie France Allemagne Serbie Pays-Bas Ukraine Belgique Turquie Tchéquie Bulgarie Portugal Finlande Roumanie |

## Sites
| Pasay |

| Quezon City |

## Déroulement de la compétition

### Composition des groupes
À la suite de l'Invasion de l'Ukraine par la Russie en 2022 et des éventuelles exclusions ou ajustements des équipes qualifiées, les groupes pour le Championnat du Monde de Volley-ball 2025 seront déterminés par un tirage au sort. Les détails et les équipes qualifiées seront confirmés après les phases de qualification et les décisions officielles concernant les remplacements éventuels d'équipes.
Les informations sur le tirage au sort seront mises à jour sur le site officiel de la FIVB.
| Poule A                                      | Poule B                                            | Poule C                                                   | Poule D                                        | Poule E                                        | Poule F                                            | Poule G                                       | Poule H                                   |
| -------------------------------------------- | -------------------------------------------------- | --------------------------------------------------------- | ---------------------------------------------- | ---------------------------------------------- | -------------------------------------------------- | --------------------------------------------- | ----------------------------------------- |
| Site : Pasay Philippines Iran Égypte Tunisie | Site : Quezon City Pologne Pays-Bas Qatar Roumanie | Site : Quezon City France Argentine Finlande Corée du Sud | Site : Pasay États-Unis Cuba Portugal Colombie | Site : Pasay Slovénie Allemagne Bulgarie Chili | Site : Quezon City Italie Ukraine Belgique Algérie | Site : Quezon City Japon Canada Turquie Libye | Site : Pasay Brésil Serbie Tchéquie Chine |

## Phase de poules

### Poule A
| # | Équipe      | Pts | J | G | Gt | Pt | P | Sp | Sc | Ratio | Pp | Pc | Ratio |
| 1 | Philippines | 0   | 0 | 0 | 0  | 0  | 0 | 0  | 0  | MAX   | 0  | 0  |       |
| 2 | Iran        | 0   | 0 | 0 | 0  | 0  | 0 | 0  | 0  | MAX   | 0  | 0  |       |
| 3 | Égypte      | 0   | 0 | 0 | 0  | 0  | 0 | 0  | 0  | MAX   | 0  | 0  |       |
| 4 | Tunisie     | 0   | 0 | 0 | 0  | 0  | 0 | 0  | 0  | MAX   | 0  | 0  |       |

| Date             | Lieu  | Match                 | Résultat | Sets | Sets | Sets | Sets | Sets | Total Points | Rapport |
| Date             | Lieu  | Match                 | Résultat | 1    | 2    | 3    | 4    | 5    | Total Points | Rapport |
| ---------------- | ----- | --------------------- | -------- | ---- | ---- | ---- | ---- | ---- | ------------ | ------- |
| 12.09.25 à 18:00 | Pasay | Philippines - Tunisie | 0–0      | –    | –    | –    | –    | –    | –            |         |
| 14.09.25 à 13:30 | Pasay | Iran - Égypte         | 0–0      | –    | –    | –    | –    | –    | –            |         |
| 16.09.25 à 13:30 | Pasay | Iran - Tunisie        | 0–0      | –    | –    | –    | –    | –    | –            |         |
| 16.09.25 à 17:30 | Pasay | Philippines - Égypte  | 0–0      | –    | –    | –    | –    | –    | –            |         |
| 18.09.25 à 13:30 | Pasay | Égypte - Tunisie      | 0–0      | –    | –    | –    | –    | –    | –            |         |
| 18.09.25 à 17:30 | Pasay | Philippines - Iran    | 0–0      | –    | –    | –    | –    | –    | –            |         |

### Poule B
| # | Équipe   | Pts | J | G | Gt | Pt | P | Sp | Sc | Ratio | Pp | Pc | Ratio |
| 1 | Pologne  | 0   | 0 | 0 | 0  | 0  | 0 | 0  | 0  | MAX   | 0  | 0  |       |
| 2 | Pays-Bas | 0   | 0 | 0 | 0  | 0  | 0 | 0  | 0  | MAX   | 0  | 0  |       |
| 3 | Qatar    | 0   | 0 | 0 | 0  | 0  | 0 | 0  | 0  | MAX   | 0  | 0  |       |
| 4 | Roumanie | 0   | 0 | 0 | 0  | 0  | 0 | 0  | 0  | MAX   | 0  | 0  |       |

| Date             | Lieu        | Match               | Résultat | Sets | Sets | Sets | Sets | Sets | Total Points | Rapport |
| Date             | Lieu        | Match               | Résultat | 1    | 2    | 3    | 4    | 5    | Total Points | Rapport |
| ---------------- | ----------- | ------------------- | -------- | ---- | ---- | ---- | ---- | ---- | ------------ | ------- |
| 13.09.25 à 18:00 | Quezon City | Pays-Bas - Qatar    | 0–0      | –    | –    | –    | –    | –    | –            |         |
| 13.09.25 à 21:30 | Quezon City | Pologne - Roumanie  | 0–0      | –    | –    | –    | –    | –    | –            |         |
| 15.09.25 à 18:00 | Quezon City | Pays-Bas - Roumanie | 0–0      | –    | –    | –    | –    | –    | –            |         |
| 15.09.25 à 21:30 | Quezon City | Pologne - Qatar     | 0–0      | –    | –    | –    | –    | –    | –            |         |
| 17.09.25 à 10:30 | Quezon City | Qatar - Roumanie    | 0–0      | –    | –    | –    | –    | –    | –            |         |
| 17.09.25 à 18:00 | Quezon City | Pologne - Pays-Bas  | 0–0      | –    | –    | –    | –    | –    | –            |         |

### Poule C
| # | Équipe       | Pts | J | G | Gt | Pt | P | Sp | Sc | Ratio | Pp | Pc | Ratio |
| 1 | France       | 0   | 0 | 0 | 0  | 0  | 0 | 0  | 0  | MAX   | 0  | 0  |       |
| 2 | Argentine    | 0   | 0 | 0 | 0  | 0  | 0 | 0  | 0  | MAX   | 0  | 0  |       |
| 3 | Finlande     | 0   | 0 | 0 | 0  | 0  | 0 | 0  | 0  | MAX   | 0  | 0  |       |
| 4 | Corée du Sud | 0   | 0 | 0 | 0  | 0  | 0 | 0  | 0  | MAX   | 0  | 0  |       |

| Date             | Lieu        | Match                    | Résultat | Sets | Sets | Sets | Sets | Sets | Total Points | Rapport |
| Date             | Lieu        | Match                    | Résultat | 1    | 2    | 3    | 4    | 5    | Total Points | Rapport |
| ---------------- | ----------- | ------------------------ | -------- | ---- | ---- | ---- | ---- | ---- | ------------ | ------- |
| 14.09.25 à 10:30 | Quezon City | Argentine - Finlande     | 0–0      | –    | –    | –    | –    | –    | –            |         |
| 14.09.25 à 18:00 | Quezon City | France - Corée du Sud    | 0–0      | –    | –    | –    | –    | –    | –            |         |
| 16.09.25 à 10:30 | Quezon City | Argentine - Corée du Sud | 0–0      | –    | –    | –    | –    | –    | –            |         |
| 16.09.25 à 18:00 | Quezon City | France - Finlande        | 0–0      | –    | –    | –    | –    | –    | –            |         |
| 18.09.25 à 10:30 | Quezon City | Finlande - Corée du Sud  | 0–0      | –    | –    | –    | –    | –    | –            |         |
| 18.09.25 à 18:00 | Quezon City | France - Argentine       | 0–0      | –    | –    | –    | –    | –    | –            |         |

### Poule D
| # | Équipe     | Pts | J | G | Gt | Pt | P | Sp | Sc | Ratio | Pp | Pc | Ratio |
| 1 | États-Unis | 0   | 0 | 0 | 0  | 0  | 0 | 0  | 0  | MAX   | 0  | 0  |       |
| 2 | Cuba       | 0   | 0 | 0 | 0  | 0  | 0 | 0  | 0  | MAX   | 0  | 0  |       |
| 3 | Portugal   | 0   | 0 | 0 | 0  | 0  | 0 | 0  | 0  | MAX   | 0  | 0  |       |
| 4 | Colombie   | 0   | 0 | 0 | 0  | 0  | 0 | 0  | 0  | MAX   | 0  | 0  |       |

| Date             | Lieu  | Match                 | Résultat | Sets | Sets | Sets | Sets | Sets | Total Points | Rapport |
| Date             | Lieu  | Match                 | Résultat | 1    | 2    | 3    | 4    | 5    | Total Points | Rapport |
| ---------------- | ----- | --------------------- | -------- | ---- | ---- | ---- | ---- | ---- | ------------ | ------- |
| 13.09.25 à 10:00 | Pasay | États-Unis - Colombie | 0–0      | –    | –    | –    | –    | –    | –            |         |
| 13.09.25 à 13:30 | Pasay | Cuba - Portugal       | 0–0      | –    | –    | –    | –    | –    | –            |         |
| 15.09.25 à 10:00 | Pasay | Cuba - Colombie       | 0–0      | –    | –    | –    | –    | –    | –            |         |
| 15.09.25 à 21:00 | Pasay | États-Unis - Portugal | 0–0      | –    | –    | –    | –    | –    | –            |         |
| 17.09.25 à 10:00 | Pasay | Portugal - Colombie   | 0–0      | –    | –    | –    | –    | –    | –            |         |
| 17.09.25 à 17:30 | Pasay | États-Unis - Cuba     | 0–0      | –    | –    | –    | –    | –    | –            |         |

### Poule E
| # | Équipe    | Pts | J | G | Gt | Pt | P | Sp | Sc | Ratio | Pp | Pc | Ratio |
| 1 | Slovénie  | 0   | 0 | 0 | 0  | 0  | 0 | 0  | 0  | MAX   | 0  | 0  |       |
| 2 | Allemagne | 0   | 0 | 0 | 0  | 0  | 0 | 0  | 0  | MAX   | 0  | 0  |       |
| 3 | Bulgarie  | 0   | 0 | 0 | 0  | 0  | 0 | 0  | 0  | MAX   | 0  | 0  |       |
| 4 | Chili     | 0   | 0 | 0 | 0  | 0  | 0 | 0  | 0  | MAX   | 0  | 0  |       |

| Date             | Lieu  | Match                | Résultat | Sets | Sets | Sets | Sets | Sets | Total Points | Rapport |
| Date             | Lieu  | Match                | Résultat | 1    | 2    | 3    | 4    | 5    | Total Points | Rapport |
| ---------------- | ----- | -------------------- | -------- | ---- | ---- | ---- | ---- | ---- | ------------ | ------- |
| 13.09.25 à 17:30 | Pasay | Allemagne - Bulgarie | 0–0      | –    | –    | –    | –    | –    | –            |         |
| 13.09.25 à 21:00 | Pasay | Slovénie - Chili     | 0–0      | –    | –    | –    | –    | –    | –            |         |
| 15.09.25 à 13:30 | Pasay | Allemagne - Chili    | 0–0      | –    | –    | –    | –    | –    | –            |         |
| 15.09.25 à 17:30 | Pasay | Slovénie - Bulgarie  | 0–0      | –    | –    | –    | –    | –    | –            |         |
| 17.09.25 à 13:30 | Pasay | Bulgarie - Chili     | 0–0      | –    | –    | –    | –    | –    | –            |         |
| 17.09.25 à 21:00 | Pasay | Slovénie - Allemagne | 0–0      | –    | –    | –    | –    | –    | –            |         |

### Poule F
| # | Équipe   | Pts | J | G | Gt | Pt | P | Sp | Sc | Ratio | Pp | Pc | Ratio |
| 1 | Italie   | 0   | 0 | 0 | 0  | 0  | 0 | 0  | 0  | MAX   | 0  | 0  |       |
| 2 | Ukraine  | 0   | 0 | 0 | 0  | 0  | 0 | 0  | 0  | MAX   | 0  | 0  |       |
| 3 | Belgique | 0   | 0 | 0 | 0  | 0  | 0 | 0  | 0  | MAX   | 0  | 0  |       |
| 4 | Algérie  | 0   | 0 | 0 | 0  | 0  | 0 | 0  | 0  | MAX   | 0  | 0  |       |

| Date             | Lieu        | Match              | Résultat | Sets | Sets | Sets | Sets | Sets | Total Points | Rapport |
| Date             | Lieu        | Match              | Résultat | 1    | 2    | 3    | 4    | 5    | Total Points | Rapport |
| ---------------- | ----------- | ------------------ | -------- | ---- | ---- | ---- | ---- | ---- | ------------ | ------- |
| 14.09.25 à 14:00 | Quezon City | Ukraine - Belgique | 0–0      | –    | –    | –    | –    | –    | –            |         |
| 14.09.25 à 21:30 | Quezon City | Italie - Algérie   | 0–0      | –    | –    | –    | –    | –    | –            |         |
| 16.09.25 à 14:00 | Quezon City | Ukraine - Algérie  | 0–0      | –    | –    | –    | –    | –    | –            |         |
| 16.09.25 à 21:30 | Quezon City | Italie - Belgique  | 0–0      | –    | –    | –    | –    | –    | –            |         |
| 18.09.25 à 14:00 | Quezon City | Belgique - Algérie | 0–0      | –    | –    | –    | –    | –    | –            |         |
| 18.09.25 à 21:30 | Quezon City | Italie - Ukraine   | 0–0      | –    | –    | –    | –    | –    | –            |         |

### Poule G
| # | Équipe  | Pts | J | G | Gt | Pt | P | Sp | Sc | Ratio | Pp | Pc | Ratio |
| 1 | Japon   | 0   | 0 | 0 | 0  | 0  | 0 | 0  | 0  | MAX   | 0  | 0  |       |
| 2 | Canada  | 0   | 0 | 0 | 0  | 0  | 0 | 0  | 0  | MAX   | 0  | 0  |       |
| 3 | Turquie | 0   | 0 | 0 | 0  | 0  | 0 | 0  | 0  | MAX   | 0  | 0  |       |
| 4 | Libye   | 0   | 0 | 0 | 0  | 0  | 0 | 0  | 0  | MAX   | 0  | 0  |       |

| Date             | Lieu        | Match            | Résultat | Sets | Sets | Sets | Sets | Sets | Total Points | Rapport |
| Date             | Lieu        | Match            | Résultat | 1    | 2    | 3    | 4    | 5    | Total Points | Rapport |
| ---------------- | ----------- | ---------------- | -------- | ---- | ---- | ---- | ---- | ---- | ------------ | ------- |
| 13.09.25 à 10:30 | Quezon City | Canada - Libye   | 0–0      | –    | –    | –    | –    | –    | –            |         |
| 13.09.25 à 14:00 | Quezon City | Japon - Turquie  | 0–0      | –    | –    | –    | –    | –    | –            |         |
| 15.09.25 à 10:30 | Quezon City | Turquie - Libye  | 0–0      | –    | –    | –    | –    | –    | –            |         |
| 15.09.25 à 14:00 | Quezon City | Japon - Canada   | 0–0      | –    | –    | –    | –    | –    | –            |         |
| 17.09.25 à 14:00 | Quezon City | Canada - Turquie | 0–0      | –    | –    | –    | –    | –    | –            |         |
| 17.09.25 à 21:30 | Quezon City | Japon - Libye    | 0–0      | –    | –    | –    | –    | –    | –            |         |

### Poule H
| # | Équipe   | Pts | J | G | Gt | Pt | P | Sp | Sc | Ratio | Pp | Pc | Ratio |
| 1 | Brésil   | 0   | 0 | 0 | 0  | 0  | 0 | 0  | 0  | MAX   | 0  | 0  |       |
| 2 | Serbie   | 0   | 0 | 0 | 0  | 0  | 0 | 0  | 0  | MAX   | 0  | 0  |       |
| 3 | Tchéquie | 0   | 0 | 0 | 0  | 0  | 0 | 0  | 0  | MAX   | 0  | 0  |       |
| 4 | Chine    | 0   | 0 | 0 | 0  | 0  | 0 | 0  | 0  | MAX   | 0  | 0  |       |

| Date             | Lieu  | Match             | Résultat | Sets | Sets | Sets | Sets | Sets | Total Points | Rapport |
| Date             | Lieu  | Match             | Résultat | 1    | 2    | 3    | 4    | 5    | Total Points | Rapport |
| ---------------- | ----- | ----------------- | -------- | ---- | ---- | ---- | ---- | ---- | ------------ | ------- |
| 14.09.25 à 17:30 | Pasay | Serbie - Tchéquie | 0–0      | –    | –    | –    | –    | –    | –            |         |
| 14.09.25 à 21:00 | Pasay | Brésil - Chine    | 0–0      | –    | –    | –    | –    | –    | –            |         |
| 16.09.25 à 10:00 | Pasay | Brésil - Tchéquie | 0–0      | –    | –    | –    | –    | –    | –            |         |
| 16.09.25 à 21:00 | Pasay | Serbie - Chine    | 0–0      | –    | –    | –    | –    | –    | –            |         |
| 18.09.25 à 10:00 | Pasay | Brésil - Serbie   | 0–0      | –    | –    | –    | –    | –    | –            |         |
| 18.09.25 à 21:00 | Pasay | Tchéquie - Chine  | 0–0      | –    | –    | –    | –    | –    | –            |         |

## Phase finale
|  | Huitièmes de finale | Huitièmes de finale |                         |                         | Quarts de finale       | Quarts de finale |  |  | Demi-finales    | Demi-finales    |  |  | Finale                  | Finale                  |
|  | Huitièmes de finale | Huitièmes de finale |                         |                         | Quarts de finale       | Quarts de finale |  |  | Demi-finales    | Demi-finales    |  |  | Finale                  | Finale                  |
|  |                     |                     |                         |                         |                        |                  |  |  |                 |                 |  |  |                         |                         |
|  | 23.09.25, Pasay     | 23.09.25, Pasay     |                         |                         | 25.09.25, Pasay        | 25.09.25, Pasay  |  |  | 27.09.25, Pasay | 27.09.25, Pasay |  |  | 28.09.25 à 18:30, Pasay | 28.09.25 à 18:30, Pasay |
|  | 23.09.25, Pasay     | 23.09.25, Pasay     |                         |                         | 25.09.25, Pasay        | 25.09.25, Pasay  |  |  | 27.09.25, Pasay | 27.09.25, Pasay |  |  | 28.09.25 à 18:30, Pasay | 28.09.25 à 18:30, Pasay |
|  | 1er poule A         |                     |                         |                         | 25.09.25, Pasay        | 25.09.25, Pasay  |  |  | 27.09.25, Pasay | 27.09.25, Pasay |  |  | 28.09.25 à 18:30, Pasay | 28.09.25 à 18:30, Pasay |
|  |                     |                     |                         |                         | 25.09.25, Pasay        | 25.09.25, Pasay  |  |  | 27.09.25, Pasay | 27.09.25, Pasay |  |  | 28.09.25 à 18:30, Pasay | 28.09.25 à 18:30, Pasay |
|  | 2e poule H          |                     |                         |                         | 25.09.25, Pasay        | 25.09.25, Pasay  |  |  | 27.09.25, Pasay | 27.09.25, Pasay |  |  | 28.09.25 à 18:30, Pasay | 28.09.25 à 18:30, Pasay |
|  |                     |                     |                         |                         |                        |                  |  |  | 27.09.25, Pasay | 27.09.25, Pasay |  |  | 28.09.25 à 18:30, Pasay | 28.09.25 à 18:30, Pasay |
|  | 23.09.25, Pasay     |                     |                         |                         |                        |                  |  |  | 27.09.25, Pasay | 27.09.25, Pasay |  |  | 28.09.25 à 18:30, Pasay | 28.09.25 à 18:30, Pasay |
|  |                     |                     |                         |                         |                        |                  |  |  | 27.09.25, Pasay | 27.09.25, Pasay |  |  | 28.09.25 à 18:30, Pasay | 28.09.25 à 18:30, Pasay |
|  | 1er poule H         |                     |                         |                         |                        |                  |  |  | 27.09.25, Pasay | 27.09.25, Pasay |  |  | 28.09.25 à 18:30, Pasay | 28.09.25 à 18:30, Pasay |
|  | 25.09.25, Pasay     |                     |                         |                         |                        |                  |  |  | 27.09.25, Pasay | 27.09.25, Pasay |  |  | 28.09.25 à 18:30, Pasay | 28.09.25 à 18:30, Pasay |
|  | 2e poule A          |                     |                         |                         |                        |                  |  |  | 27.09.25, Pasay | 27.09.25, Pasay |  |  | 28.09.25 à 18:30, Pasay | 28.09.25 à 18:30, Pasay |
|  |                     |                     |                         |                         |                        |                  |  |  |                 |                 |  |  | 28.09.25 à 18:30, Pasay | 28.09.25 à 18:30, Pasay |
|  | 22.09.25, Pasay     |                     |                         |                         |                        |                  |  |  |                 |                 |  |  | 28.09.25 à 18:30, Pasay | 28.09.25 à 18:30, Pasay |
|  |                     |                     |                         |                         |                        |                  |  |  |                 |                 |  |  | 28.09.25 à 18:30, Pasay | 28.09.25 à 18:30, Pasay |
|  | 1er poule D         |                     |                         |                         |                        |                  |  |  |                 |                 |  |  | 28.09.25 à 18:30, Pasay | 28.09.25 à 18:30, Pasay |
|  | 27.09.25, Pasay     |                     |                         |                         |                        |                  |  |  |                 |                 |  |  | 28.09.25 à 18:30, Pasay | 28.09.25 à 18:30, Pasay |
|  | 2e poule E          |                     |                         |                         |                        |                  |  |  |                 |                 |  |  | 28.09.25 à 18:30, Pasay | 28.09.25 à 18:30, Pasay |
|  |                     |                     |                         |                         |                        |                  |  |  |                 |                 |  |  | 28.09.25 à 18:30, Pasay | 28.09.25 à 18:30, Pasay |
|  | 22.09.25, Pasay     |                     |                         |                         |                        |                  |  |  |                 |                 |  |  | 28.09.25 à 18:30, Pasay | 28.09.25 à 18:30, Pasay |
|  |                     |                     |                         |                         |                        |                  |  |  |                 |                 |  |  | 28.09.25 à 18:30, Pasay | 28.09.25 à 18:30, Pasay |
|  | 1er poule E         |                     |                         |                         |                        |                  |  |  |                 |                 |  |  | 28.09.25 à 18:30, Pasay | 28.09.25 à 18:30, Pasay |
|  | 24.09.25, Pasay     |                     |                         |                         |                        |                  |  |  |                 |                 |  |  | 28.09.25 à 18:30, Pasay | 28.09.25 à 18:30, Pasay |
|  | 2e poule D          |                     |                         |                         |                        |                  |  |  |                 |                 |  |  | 28.09.25 à 18:30, Pasay | 28.09.25 à 18:30, Pasay |
|  |                     |                     |                         |                         |                        |                  |  |  |                 |                 |  |  |                         |                         |
|  | 20.09.25, Pasay     |                     |                         |                         |                        |                  |  |  |                 |                 |  |  |                         |                         |
|  |                     |                     |                         |                         |                        |                  |  |  |                 |                 |  |  |                         |                         |
|  | 1er poule B         |                     |                         |                         |                        |                  |  |  |                 |                 |  |  |                         |                         |
|  |                     |                     |                         |                         |                        |                  |  |  |                 |                 |  |  |                         |                         |
|  | 2e poule G          |                     |                         |                         |                        |                  |  |  |                 |                 |  |  |                         |                         |
|  |                     |                     |                         |                         |                        |                  |  |  |                 |                 |  |  |                         |                         |
|  | 20.09.25, Pasay     |                     |                         |                         |                        |                  |  |  |                 |                 |  |  |                         |                         |
|  |                     |                     |                         |                         |                        |                  |  |  |                 |                 |  |  |                         |                         |
|  | 1er poule G         |                     |                         |                         |                        |                  |  |  |                 |                 |  |  |                         |                         |
|  | 24.09.25, Pasay     |                     |                         |                         |                        |                  |  |  |                 |                 |  |  |                         |                         |
|  | 2e poule B          |                     |                         |                         |                        |                  |  |  |                 |                 |  |  |                         |                         |
|  |                     |                     |                         |                         |                        |                  |  |  |                 |                 |  |  |                         |                         |
|  | 21.09.25, Pasay     |                     |                         |                         |                        |                  |  |  |                 |                 |  |  |                         |                         |
|  |                     |                     |                         |                         |                        |                  |  |  |                 |                 |  |  |                         |                         |
|  | 1er poule C         |                     |                         |                         |                        |                  |  |  |                 |                 |  |  |                         |                         |
|  |                     |                     |                         |                         |                        |                  |  |  |                 |                 |  |  |                         |                         |
|  | 2e poule F          |                     |                         | Match pour la 3e place  | Match pour la 3e place |                  |  |  |                 |                 |  |  |                         |                         |
|  | 2e poule F          |                     |                         | Match pour la 3e place  | Match pour la 3e place |                  |  |  |                 |                 |  |  |                         |                         |
|  | 21.09.25, Pasay     | 21.09.25, Pasay     | 28.09.25 à 14:30, Pasay | 28.09.25 à 14:30, Pasay |                        |                  |  |  |                 |                 |  |  |                         |                         |
|  | 21.09.25, Pasay     | 21.09.25, Pasay     | 28.09.25 à 14:30, Pasay | 28.09.25 à 14:30, Pasay |                        |                  |  |  |                 |                 |  |  |                         |                         |
|  | 1er poule F         |                     |                         |                         |                        |                  |  |  |                 |                 |  |  |                         |                         |
|  |                     |                     |                         |                         |                        |                  |  |  |                 |                 |  |  |                         |                         |
|  | 2e poule C          |                     |                         |                         |                        |                  |  |  |                 |                 |  |  |                         |                         |
|  |                     |                     |                         |                         |                        |                  |  |  |                 |                 |  |  |                         |                         |

## Classement final
| Place              | Équipe |
| ------------------ | ------ |
| Médaille d'or      |        |
| Médaille d'argent  |        |
| Médaille de bronze |        |
| 4                  |        |
| 5                  |        |
| 6                  |        |
| 7                  |        |
| 8                  |        |
| 9                  |        |
| 10                 |        |
| 11                 |        |
| 12                 |        |
| 13                 |        |
| 14                 |        |
| 15                 |        |
| 16                 |        |
| 17                 |        |
| 18                 |        |
| 19                 |        |
| 20                 |        |
| 21                 |        |
| 22                 |        |
| 23                 |        |
| 24                 |        |
| 25                 |        |
| 26                 |        |
| 27                 |        |
| 28                 |        |
| 29                 |        |
| 30                 |        |
| 31                 |        |
| 32                 |        |

## Récompenses
- Meilleur joueur :
- Meilleur passeur :
- Meilleurs réceptionneurs-attaquants :
- Meilleurs centraux :
- Meilleur pointu :
- Meilleur libéro :